# Douglas 4 HP-modellen
De Douglas 4 HP-modellen vormden een serie motorfietsen die het Britse merk Douglas produceerde van 1916 tot 1924.

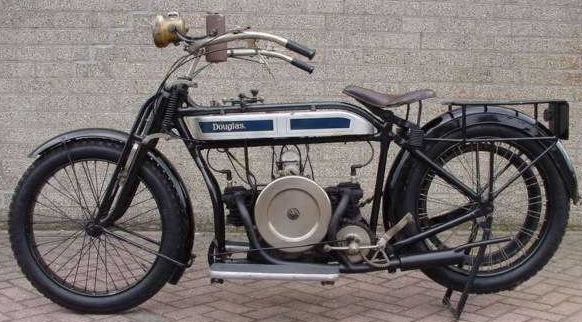
Douglas Model B 4 HP uit 1916.

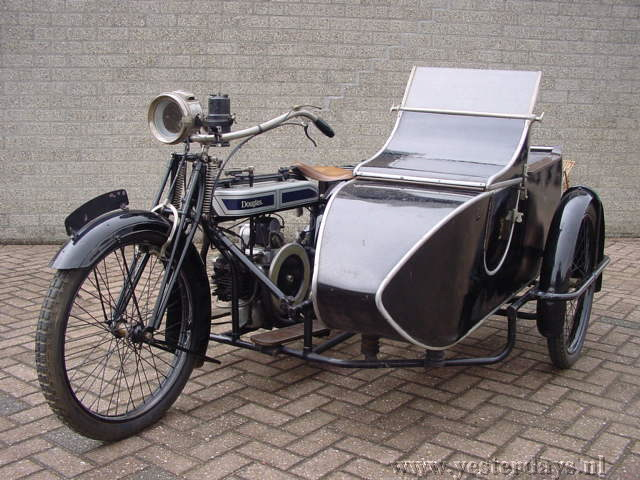
Na de Eerste Wereldoorlog kreeg de Douglas 4 HP weer zijn oorspronkelijke taak als zijspantrekker, zoals deze Model B 4 HP uit 1923.

## Voorgeschiedenis
De gebroeders William en Edwin Douglas richtten de Douglas Engineering Company in 1882 in Bristol, aanvankelijk als smederij, maar later werd het een ijzergieterij. Een van hun klanten werd Light Motors Ltd., het bedrijf van Joseph L. Barter dat ook in Bristol gevestigd was en gemotoriseerde fietsen produceerde. Barter ontwikkelde het "Fée Bicycle System", waarbij een 200cc-boxermotor dwars en zeer hoog in het frame gebouwd werd. Die motor dreef via een korte ketting een asje aan waarin de koppeling zat. Van daar af dreef een riem het achterwiel aan. De gebroeders Douglas goten zuigers en cilinders voor Barter en toen Light Motors in 1907 werd verkocht aan een bedrijf in Londen trad Joseph Barter als ontwerper en hoofdingenieur in dienst van de gebroeders Douglas die de productierechten van de motorfietsen overnamen. De 200cc/2½ HP Barter-motor vormde de basis voor de 340- en 350cc-Douglas 2¾ HP-modellen.

### 3½ HP-modellen
In 1914 besloot men tegemoet te komen aan de wens van klanten om een wat sterkere zijspantrekker te leveren. Daarvoor werden zowel de boring als de slag vergroot tot 68 mm, waardoor de cilinderinhoud op 493,3 cc kwam. De eerste modellen waren het Model A 3½ HP en het Model B 3½ HP, die veel moderner waren dan de 2¾ HP-modellen. Zo hadden ze een horizontaal deelbaar carter en een oliepan die een wet-sump smeersysteem mogelijk maakte. Daardoor verviel de Total loss smering met handpomp. 

## Model A 4 HP
Het Model A 4 HP verscheen in 1915 en had in tegenstelling tot het Model A 3½ HP drie versnellingen en een koppeling. De aandrijving van het achterwiel geschiedde via een riem. De cilinderinhoud werd vergroot tot 584,9 cc door de boring op 74 mm te brengen. Er waren veel andere verbeteringen aangebracht: Het frame was verstevigd, het uitlaatsysteem vernieuwd, de voorvork was sterker, de brandstoftank groter en de remmen waren verbeterd.

#### Motor
De motor was een dwarsgeplaatste, luchtgekoelde tweecilinderboxermotor met zijkleppen. 

#### Aandrijving
De primaire aandrijving geschiedde via een ketting. De drieversnellingsbak was gebaseerd op de transmissie van een draaibank. Via dit eenvoudige, ronde versnellingsbakje werd het achterwiel door een riem aangedreven. 

#### Rijwielgedeelte
Het frame was een eenvoudig enkel wiegframe, met een verstevigd balhoofd om het extra vermogen en vooral de montage van een zijspan mogelijk te maken. In het voorwiel zat een velgrem en in het achterwiel een belt rim brake.

## Model B 4 HP
Het Model B kwam grotendeels overeen met het Model A, maar was voorzien van treeplanken in plaats van voetsteunen. 

## B 20, B 21
Na de Eerste Wereldoorlog ging Douglas steeds meer type-aanduiding gebruiken met het jaartal van productie er in. Zo werd het Model B 4 HP in 1920 ook wel aangeduid als Douglas B 20 en in 1921 veranderde de naam in B 21. Die naam bleef voorlopig. Klanten die dat wilden konden vanaf 1921 bij dit model voor zijspangebruik ook volledige kettingaandrijving bestellen. 

## 4 HC
Omdat de B 21 met kettingaandrijving echt voor zijspanmontage bedoeld was, bracht Douglas in 1923 een complete zijspancombinatie op de markt, de Douglas 4 HC. Het model werd waarschijnlijk alleen in dat jaar geleverd, omdat men ook de 750cc-HE-zijspancombinatie uitbracht. De HE was waarschijnlijk de machine waarmee Freddie Dixon de allereerste Sidecar TT op het eiland Man won.

## Eerste Wereldoorlog
Door het uitbreken van de Eerste Wereldoorlog kregen beide modellen al snel een andere functie: ze werden geleverd aan het War Department om dienst te doen als militaire motorfiets. 
Na de oorlog bleven beide modellen in productie, het Model A tot 1919, het Model B tot 1924. Douglas verklaarde in 1923 nog dat de machine door de ervaringen tijdens de oorlog zo goed was geworden, dat ze ongewijzigd kon blijven. In werkelijkheid waren de ontwikkelingen tijdens de oorlog vrijwel stil komen te staan en in 1917 had men op last van het War Department de civiele productie zelfs moeten beëindigen.

## Technische gegevens
| Periode                | 1915-1919                                            | 1916-1924                                            | 1920                                                 | 1921-1922                                            | 1923                                                 |          |          |          |
| Categorie              | Toermotor/zijspantrekker                             | Toermotor/zijspantrekker                             | Toermotor/zijspantrekker                             | Toermotor/zijspantrekker                             | Zijspancombinatie                                    |          |          |          |
| Motortype              | Zijklepmotor                                         | Zijklepmotor                                         | Zijklepmotor                                         | Zijklepmotor                                         | Zijklepmotor                                         |          |          |          |
| Bouwwijze              | Dwarsgeplaatste Luchtgekoelde tweecilinderboxermotor | Dwarsgeplaatste Luchtgekoelde tweecilinderboxermotor | Dwarsgeplaatste Luchtgekoelde tweecilinderboxermotor | Dwarsgeplaatste Luchtgekoelde tweecilinderboxermotor | Dwarsgeplaatste Luchtgekoelde tweecilinderboxermotor |          |          |          |
| Boring                 | 74 mm                                                | 74 mm                                                | 74 mm                                                | 74 mm                                                | 74 mm                                                |          |          |          |
| Slag                   | 68 mm                                                | 68 mm                                                | 68 mm                                                | 68 mm                                                | 68 mm                                                |          |          |          |
| Cilinderinhoud         | 584,9 cc                                             | 584,9 cc                                             | 584,9 cc                                             | 584,9 cc                                             | 584,9 cc                                             |          |          |          |
| Smeersysteem           | Wet-sumpsysteem                                      | Wet-sumpsysteem                                      | Wet-sumpsysteem                                      | Wet-sumpsysteem                                      | Wet-sumpsysteem                                      |          |          |          |
| Primaire aandrijving   | Ketting                                              | Ketting                                              | Ketting                                              | Ketting                                              | Ketting                                              |          |          |          |
| Versnellingen          | 3                                                    | 3                                                    | 3                                                    | 3                                                    | 3                                                    |          |          |          |
| Secundaire aandrijving | Riem                                                 | Riem                                                 | Riem                                                 | Vanaf 1922: Ketting mogelijk                         | Ketting                                              |          |          |          |
| Rijwielgedeelte        | Enkel wiegframe                                      | Enkel wiegframe                                      | Enkel wiegframe                                      | Enkel wiegframe                                      | Enkel wiegframe                                      |          |          |          |
| Voorvork               | Schommelvork                                         | Schommelvork                                         | Schommelvork                                         | Schommelvork                                         | Schommelvork                                         |          |          |          |
| Achtervork             | Star achterframe                                     | Star achterframe                                     | Star achterframe                                     | Star achterframe                                     | Star achterframe                                     |          |          |          |
| Remmen                 | Velgrem voor, Belt rim brake achter                  | Velgrem voor, Belt rim brake achter                  | Velgrem voor, Belt rim brake achter                  | Velgrem voor, Belt rim brake achter                  | Velgrem voor, Belt rim brake achter                  |          |          |          |
| Droog gewicht          | 120 kg                                               | 120 kg                                               | 120 kg                                               | 120 kg                                               | Onbekend                                             | Onbekend | Onbekend | Onbekend |
| Voorganger             | Model A 3½ HP                                        | Model B 3½ HP                                        | Model B 4 HP                                         | B 20                                                 | B 21                                                 |          |          |          |
| Opvolger               | Geen                                                 | EW 600                                               | B 21                                                 | 4 HC                                                 | Geen                                                 |          |          |          |